# Денем-Стюарт, Джеймс
Сэр Джеймс Денем-Стюарт, (англ. James Denham-Steuart) (21 октября 1712, Эдинбург Шотландия — 26 ноября 1780, Ланкашир Англия) — британский экономист, один из последних представителей меркантилизма, участвовал во втором якобитском восстании.

## Биография
Сэр Джеймс Стюарт родился в Эдинбурге в 1712 году в семье главного стряпчего по делам Шотландии при королеве Анне и при Георге I сэра Джеймса Стюарта первого баронета.
Учился юриспруденции в Эдинбургском университете в 1724—1735 годах, получив квалификацию юриста в 1735 году, начал путешествовать по Европе.
Был сторонником якобитов и по поручению принца Карла Стюарта в 1745 году отправился в Париж, и после Каллоденского поражения бежал из Англии.
До 1763 года Джеймс прожил в Германии, после чего вернулся в Эдинбург. В 1773 году его отец получил имения своего дяди.

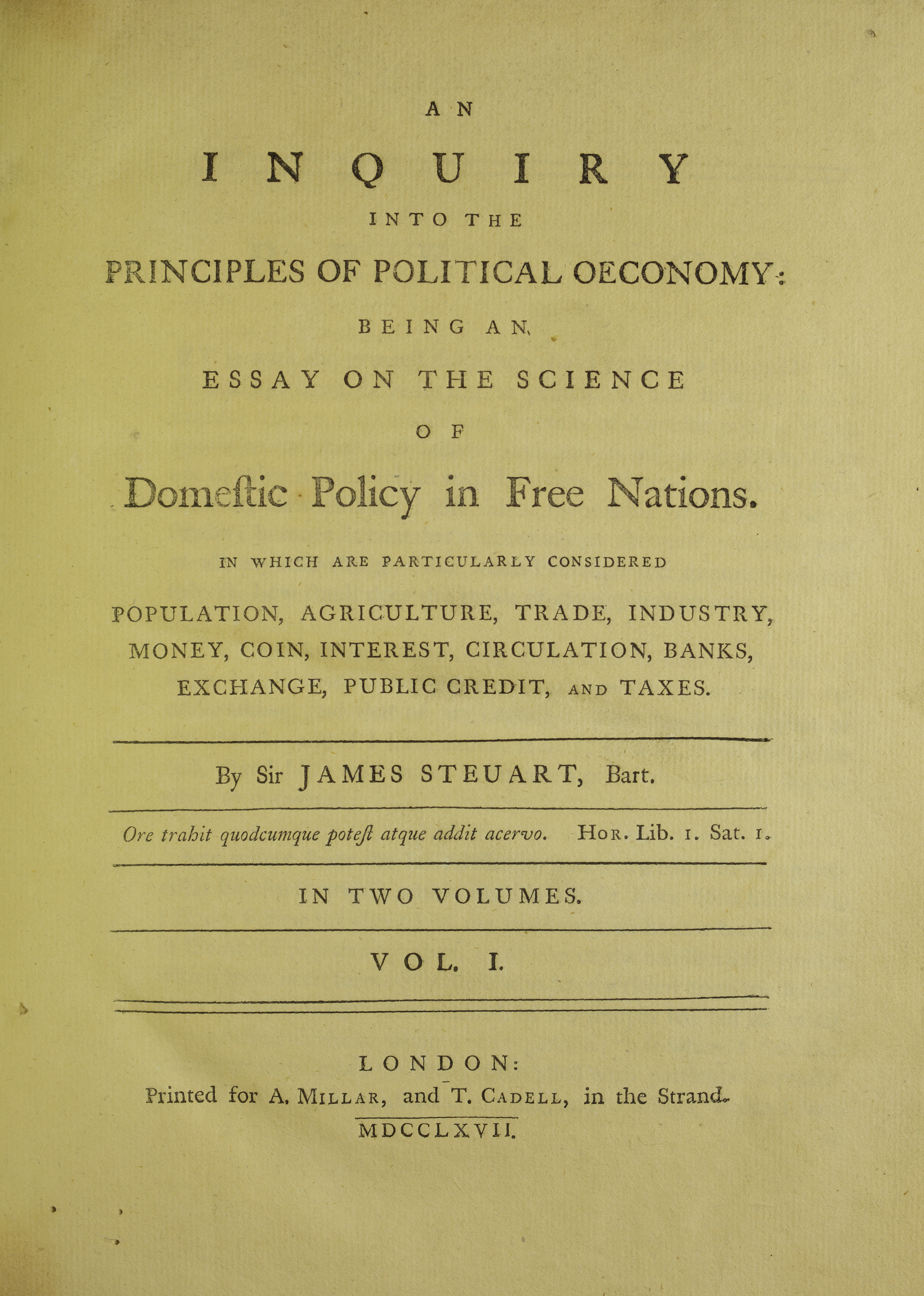
Inquiry into the principles of political oeconomy, 1767

## Основной вклад в науку
В 1767 году опубликовал работу «Исследования о принципах политической экономии» за девять лет до выхода «Богатства народов» Адама Смита, под влиянием которого слово «меркантилизм» в учёных кругах стало едва ли не ругательством. Книга Джеймса признается одним из первых систематических научных трудов в области умеренного меркантилизма.
Адам Смит полностью игнорировал труды Стюарта и сознательно избегал упоминания его имени. В результате книга Стюарта была предана полному забвению, и ни в одной работе английских классических экономистов не найти ссылку на работу Джеймса.
Благодаря критике Карла Маркса постепенно имя Стюарта приобрело определённый вес в кругах немецкой исторической школы, и позднее Стюарт был провозглашён предшественником «контролируемой экономики» и концепции планирования экономического развития.